# 梅普爾格羅夫鎮區 (明尼蘇達州克羅溫縣)
梅普爾格羅夫鎮區（英語：Maple Grove Township）是位於美國明尼蘇達州克羅溫縣的一個行政鎮區。

## 地方資料
梅普爾格羅夫鎮區的面積為93.27平方千米，當中陸地面積為89.33平方千米，而水域面積為3.93平方千米。根據2020年美國人口普查的數據，當地共有人口713人，而人口密度為每平方千米7.64人。